# William Calley
William Laws Calley Jr., detto Rusty (Miami, 8 giugno 1943 – Gainesville, 28 aprile 2024), è stato un militare e criminale di guerra statunitense.
Ex-ufficiale dell'esercito degli Stati Uniti, fu giudicato responsabile del massacro di Mỹ Lai, Vietnam, avvenuto il 16 marzo 1968, durante la guerra del Vietnam. Nel 2009 chiese ufficialmente perdono per le sue azioni.

## Biografia

### Primi anni
Figlio di un veterano della marina militare statunitense della Seconda guerra mondiale, Calley, dopo essersi diplomato al Liceo Edison di Miami, si arruolò nell'esercito statunitense e fu soprannominato "Rusty". All'età di 22 anni venne radiato dal servizio militare poiché sordo. Svolse svariati mestieri a San Francisco, tra i quali lavapiatti, commesso, assicuratore e ferroviere fino a quando, nel 1966, ricevette una lettera riguardo alla sua condizione medica che gli permise di riprendere la carriera militare. Il 26 luglio 1966 si arruolò nell'esercito ad Albuquerque in Nuovo Messico, un anno prima di partire per il Vietnam.

### Carriera militare
Calley fu addestrato alla base di Fort Benning, Georgia, per poi passare a Fort Lewis, Washington. Fu subito promosso come Candidato Ufficiale e dopo 16 settimane cominciò il programma di addestramento. Dopo essersi laureato come Ufficiale, il 7 settembre 1967, fu promosso Tenente di Fanteria. A Calley fu assegnata la Compagnia C, 1º Battaglione del 20º Reggimento Fanteria, 11ª Brigata Fanteria, cominciando ad addestrare anche le truppe di Schofield Barracks, Hawaii.
Come leader di combattimento, fin dal principio Calley non fu ben visto dai suoi uomini. La sua fama negativa crebbe ancor di più quando ordinò di sterminare tutti gli abitanti di Mỹ Lai, in prevalenza vecchi e bambini. Molti membri del suo plotone affermarono che a Calley mancasse il buonsenso, essendo tendenzialmente incapace di valutare con obiettività le situazioni.

### Processo
Calley fu rimpatriato il 5 settembre 1969 e chiamato a giustificare il massacro di 504 civili nel villaggio di My Lai, per lo più bambini ed anziani, oltre alla morte di alcuni soldati statunitensi. Il processo a Calley cominciò il 17 novembre 1970. Conclusosi il 29 marzo 1971, dopo una riunione che si protrasse per 79 ore, la giuria lo riconobbe responsabile dell'uccisione premeditata di 22 civili inermi. Calley, durante il processo, affermò di avere eseguito gli ordini ricevuti dai suoi superiori, tra i quali il capitano Ernest Medina. Lo stesso Medina fu però assolto da tutte le accuse relative all'episodio.
Il 31 marzo 1971 Calley fu condannato all'ergastolo e ai lavori forzati. Tutti i 26 ufficiali e soldati accusati di complicità con Calley furono risparmiati dalla legge. Calley fu considerato da alcuni un capro espiatorio usato dall'esercito statunitense.

### Arresti domiciliari
Il 1º aprile 1971, il giorno dopo la sua condanna, Calley ricevette un atto di indulgenza da parte del Presidente Richard Nixon, che ordinò di trasferire Calley dalla prigione agli arresti domiciliari, scatenando le proteste di Melvin Laird, Segretario della difesa. Calley scontò questa pena per tre anni e mezzo, prima che la corte federale decidesse di liberarlo definitivamente il 25 settembre 1974.